# كاسبر
كاسبر (وايومنغ) (بالإنجليزية: Casper, Wyoming)‏ هي مدينة تقع في الولايات المتحدة في مقاطعة ناترونا، وايومنغ. يقدر عدد سكانها بـ 55,316 نسمة ومساحتها 70.55 كم2 وترتفع عن سطح البحر 1,560 متر.

## التركيبة السكانية
قام مكتب تعداد الولايات المتحدة بتحديد بيانات التركيبة السكانية لكاسبرفي تعداد الولايات المتحدة. في ما يلي، التركيبة السكانية حسب تعدادي 2000 و2010.

### تعداد عام 2000
بلغ عدد سكان كاسبر 49,644 نسمة بحسب تعداد عام 2000، وبلغ عدد الأسر 20,343 أسرة وعدد العائلات 13,141 عائلة مقيمة في المدينة. في حين سجلت الكثافة السكانية 2,073.2 نسمة لكل ميل مربع (800.5/كم2). وبلغ عدد الوحدات السكنية 21,872 وحدة بمتوسط كثافة قدره 913.4 نسمة لكل ميل مربع (352.7/كم2).
وتوزع التركيب العرقي للمدينة بنسبة 94.03% من البيض و 1.00% من الأمريكيين الأصليين و 0.49% من الأمريكيين ذوي الأصول الآسيوية و 0.02% من سكان جزر المحيط الهادئ و 0.86% من الأمريكيين الأفارقة و 1.56% من عرقين مختلطين أو أكثر.
بلغ عدد الأسر 20,343 أسرة كانت نسبة 31.8% منها لديها أطفال تحت سن الثامنة عشر تعيش معهم، وبلغت نسبة الأزواج القاطنين مع بعضهم البعض 49.6% من أصل المجموع الكلي للأسر، ونسبة 11.1% من الأسر كان لديها معيلات من الإناث دون وجود شريك، وكانت نسبة 35.4% من غير العائلات. وبلغ متوسط حجم الأسرة المعيشية 2.94، أما متوسط حجم العائلات فبلغ 2.38.
بلغ العمر الوسطي للسكان 36 عاماً. وكانت نسبة 25.9% من القاطنين تحت سن الثامنة عشر، وكانت نسبة 10.5% بين الثامنة عشر والأربعة وعشرون عاماً، ونسبة 27.7% كانت واقعةً في الفئة العمرية ما بين الخامسة والعشرون حتى والأربعة وأربعون عاماً، ونسبة 22.3% كانت ما بين الخامسة والأربعون حتى الرابعة والستون، ونسبة 13.6% كانت ضمن فئة الخامسة والستون عاماً فما فوق. يوجد لكل 100 أنثى 95.0 ذكر، ويوجد لكل 100 أنثى في الثامنة عشر من عمرها فما فوق 91.6 ذكر.
بلغ متوسط دخل الأسرة في المدينة 36,567 دولار، أما متوسط دخل العائلة فبلغ 46,267 دولار. وكان متوسط دخل الذكور 34,905 دولار مقابل 21,810 دولار للإناث. وسجل دخل الفرد الخاص بالمدينة 19,409 دولار. وكانت نسبة 8.5% من العائلات ونسبة 11.4% من السكان تحت خط الفقر، وكان من هؤلاء نسبة 15.4% تحت سن الثامنة عشر ونسبة 7.3% في الخامسة والستين من العمر وما فوق.

### تعداد عام 2010
بلغ عدد سكان كاسبر 55,316 نسمة بحسب تعداد عام 2010، وبلغ عدد الأسر 22,794 أسرة وعدد العائلات 14,237 عائلة مقيمة في المدينة. في حين سجلت الكثافة السكانية 2,056.4 نسمة لكل ميل مربع (794.0/كم2). وبلغ عدد الوحدات السكنية 24,536 وحدة بمتوسط كثافة قدره 912.1 لكل ميل مربع (352.2/كم2).
وتوزع التركيب العرقي للمدينة بنسبة 92.3% من البيض و 0.9% من الأمريكيين الأصليين و 0.8% من الأمريكيين ذوي الأصول الآسيوية و 1.0% من الأمريكيين الأفارقة و 2.6% من عرقين مختلطين أو أكثر.
بلغ عدد الأسر 22,794 أسرة كانت نسبة 31.5% منها لديها أطفال تحت سن الثامنة عشر تعيش معهم، وبلغت نسبة الأزواج القاطنين مع بعضهم البعض 46.1% من أصل المجموع الكلي للأسر، ونسبة 11.2% من الأسر كان لديها معيلات من الإناث دون وجود شريك، بينما كانت نسبة 5.2% من الأسر لديها معيلون من الذكور دون وجود شريكة وكانت نسبة 37.5% من غير العائلات. وبلغ متوسط حجم الأسرة المعيشية 2.95، أما متوسط حجم العائلات فبلغ 2.38.
بلغ العمر الوسطي للسكان 36 عاماً. وكانت نسبة 23.9% من القاطنين تحت سن الثامنة عشر، وكانت نسبة 10.2% بين الثامنة عشر والأربعة وعشرون عاماً، ونسبة 26.7% كانت واقعةً في الفئة العمرية ما بين الخامسة والعشرون حتى والأربعة وأربعون عاماً، ونسبة 26.4% كانت ما بين الخامسة والأربعون حتى الرابعة والستون، ونسبة 12.9% كانت ضمن فئة الخامسة والستون عاماً فما فوق. وتوزع التركيب الجنسي للسكان بنسبة 49.7% ذكور و50.3% إناث.